# Nigella atlantica
Nigella atlantica är en ranunkelväxtart som först beskrevs av Svante Samuel Murbeck, och fick sitt nu gällande namn av Rivas Mart.. Nigella atlantica ingår i släktet nigellor, och familjen ranunkelväxter. Inga underarter finns listade i Catalogue of Life.